# Edelsitz zu Straßfelden

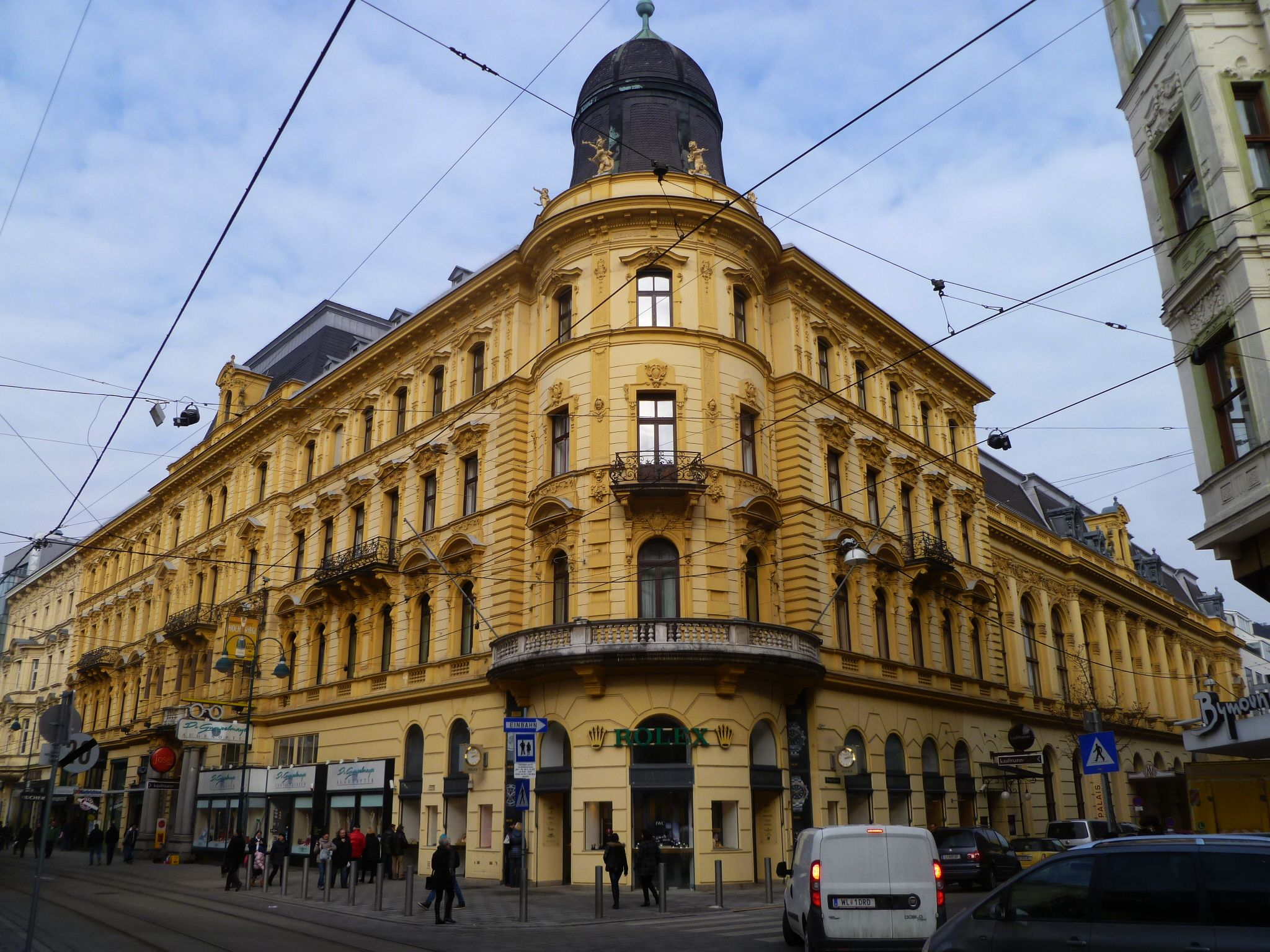
Kaufmännisches Vereinshaus Linz, Ecke Landstraße / Bismarckstraße

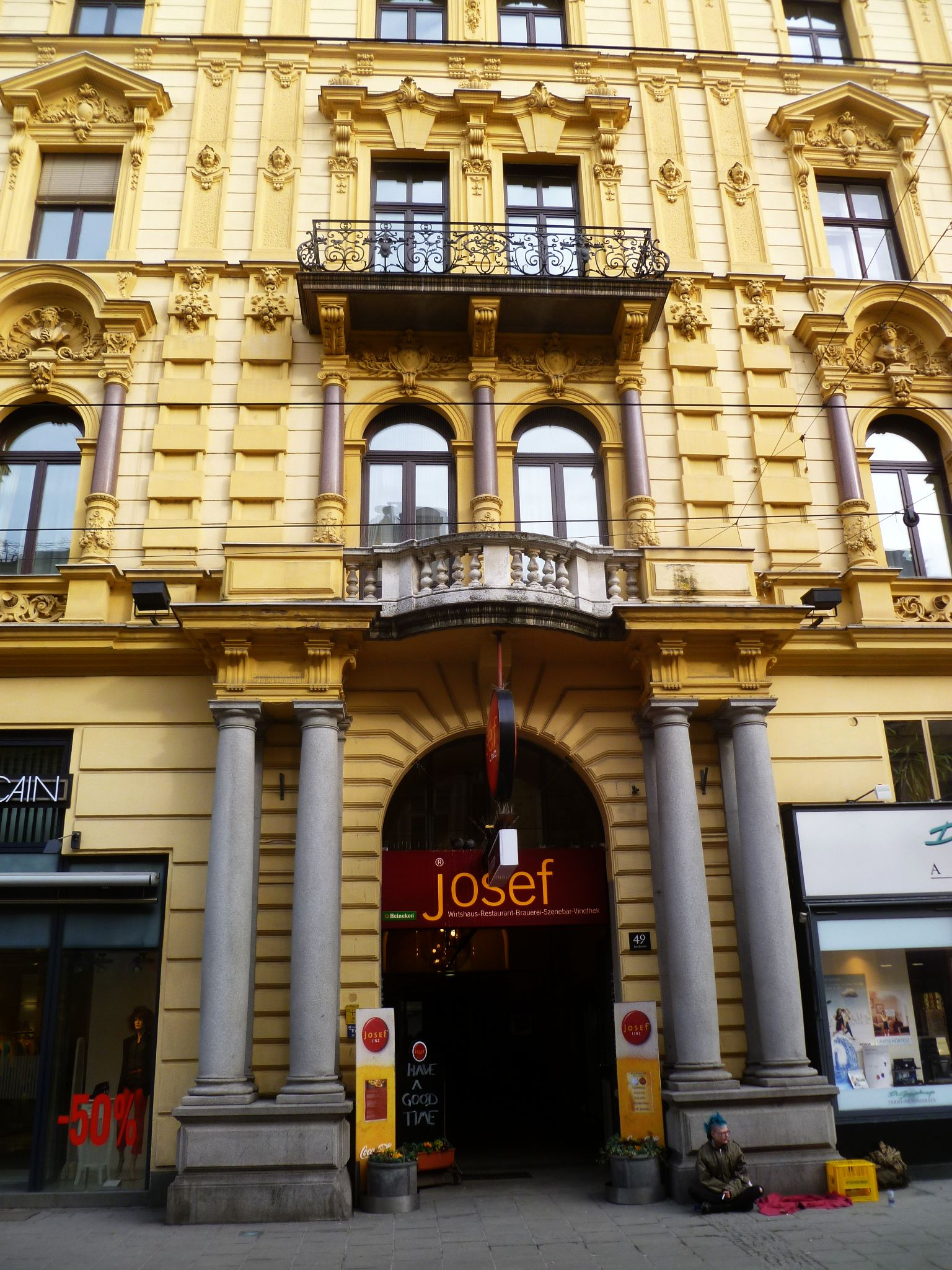
Eingangsportal zum Kaufmännischen Vereinshaus

Der Edelsitz zu Straßfelden war ursprünglich ein einzelner Bauernhof außerhalb von Linz an der Straße nach Ebelsberg gelegen (heute Landstraße 49, Ecke Bismarckstraße).

## Geschichte
Straßfelden wurde 1579 durch Kaiser Rudolf II. zu einem Edelmannsitz erhoben. Er gehörte damals dem Dr. Martin Stopius; dieser kam aus Flandern und war 1555 zum Landschaftsmedicus erhoben worden. 1586 kam der Sitz an Hans Berchtold, 1587 besaß ihn Hanns von Oedt. Um den Straßfelder Hof entstand eine Reihe von Häusern von Tagelöhnern. 1622 waren von diesen bereits 21 erbaut worden. Im 16. und 17. Jahrhundert hieß die Gegend vom heutigen Kaufmännischen Vereinshaus bis zum Volksgarten Straßfelden nach dem gleichnamigen Edelmannssitz, ab 1694 wurde die Gegend nun nicht mehr Straßfelden, sondern „Neuhäusel“ genannt.
Bereits 1622 verkaufte Hanns von Oedt seinen Hof an den Linzer Stadtschreiber Wolf Mayrhoffer; dieser trat ihn an die Stadt Linz ab bzw. er hatte das Gut von vornherein als Strohmann für die Stadt Linz gekauft, welche den Hof dringend als Wirtshaus vor den Mauern der Stadt benötigte, weil Graf Herbersdorf die nächtliche Öffnung der Stadttore verboten hatte. Der Magistrat richtete dort einen Einkehrhof ein, der für höhere Herrschaften bestimmt war und deshalb „Herrenhaus“ genannt wurde.  1731 ging der Hof in Privatbesitz über.
1898 wurde das Herrenwirtshaus abgerissen und an seiner Stelle von Architekt Hermann Krackowizer und Baumeister Ignaz Scheck mit der Oberösterreichischen Baugesellschaft das Kaufmännische Vereinshaus in Neubarockform errichtet. Dieses Gebäude wurde 1945 durch Bombentreffer teilweise zerstört, 1952 wurden die beiden Säle (Bismarckstraße) wiederhergestellt, 1958 folgten die beiden Schauseiten. 1980 wurde die Putzquaderung im Erdgeschoß vereinfacht wiederhergestellt. Von der ursprünglichen Gestaltung des Erdgeschoßes blieb nur das von Doppelsäulen flankierte Rundbogenportal erhalten.